# MTV Europe Music Awards 2002
Gli MTV Europe Music Awards 2002 sono stati trasmessi da Barcellona, Spagna il 14 novembre 2002 in diretta dal Palau Sant Jordi. È stata la 9 edizione della omonima premiazione e fu condotta dal rapper e cantante Sean Combs.

## Vincitori
I vincitori sono indicati in grassetto.

### Miglior gruppo
- Coldplay
- Linkin Park
- No Doubt
- Red Hot Chili Peppers
- U2

### Miglior canzone
- Enrique Iglesias — "Hero"
- Nelly — "Hot in Herre"
- Nickelback — "How You Remind Me"
- Pink — "Get the Party Started"
- Shakira — "Whenever, Wherever"

### Miglior artista femminile
- Jennifer Lopez
- Kylie minogue
- Britney Spears
- Shakira
- Pink

### Miglior artista maschile
- Eminem
- Enrique Iglesias
- Lenny Kravitz
- Nelly
- Robbie Williams

### Miglior sito-web di un artista
- Black Rebel Motorcycle Club (www.blackrebelmotorcycleclub.com)
- David Bowie (www.davidbowie.com)
- Linkin Park (www.linkinpark.com)
- Moby (www.moby.com)
- U2 (www.u2.com)

### Miglior artista hip-hop
- Busta Rhymes
- Eminem
- Ja Rule
- Nelly
- P. Diddy

### Miglior rivelazione
- The Calling
- Avril Lavigne
- Röyksopp
- Shakira
- The Strokes

### Miglior artista R&B
- Ashanti
- Beyoncé
- Mary J. Blige
- Alicia Keys
- Jennifer Lopez

### Miglior album
- Eminem — The Eminem Show
- Coldplay — A Rush of Blood to the Head
- Kylie Minogue — Fever
- No Doubt — Rock Steady
- Pink — Missundaztood

### Miglior artista dance
- Sophie Ellis Bextor
- DB Boulevard
- Kylie Minogue
- Moby
- Röyksopp

### Miglior artista rock
- Bon Jovi
- Coldplay
- Nickelback
- Red Hot Chili Peppers
- U2

### Miglior artista hard rock
- Korn
- Linkin Park
- P.O.D.
- Puddle of Mudd
- System of a Down

### Miglior artista pop
- Anastacia
- Robbie Williams
- Kylie Minogue
- Pink
- Britney spears

### Miglior artista dal vivo
- Depeche Mode
- Korn
- Lenny Kravitz
- Red Hot Chili Peppers
- U2

### Miglior video
- Basement Jaxx — "Where's Your Head At?"
- Eminem — "Without Me"
- Primal Scream — "Miss Lucifer"
- Röyksopp — "Remind Me"
- The White Stripes — "Fell in Love with a Girl"

### Miglior artista UK & Irlanda
- Atomic Kitten
- Coldplay
- Ms. Dynamite
- Sugababes
- Underworld

### Miglior artista nordico
- The Crash
- The Hives
- Kent
- Röyksopp
- Saybia

### Miglior artista tedesco
- Die Toten Hosen
- Herbert Grönemeyer
- Xavier Naidoo
- No Angels
- Sportfreunde Stiller

### Miglior artista francese
- David Guetta
- Indochine
- MC Solaar
- Pleymo
- Saïan Supa Crew

### Miglior artista polacco
- Blue Café
- Futro
- Myslovitz
- T.Love
- Wilki

### Miglior artista spagnolo
- Amaral
- Enrique Bunbury
- El Canto del Loco
- Enrique Iglesias
- Sôber

### Miglior artista russo
- Ariana
- Diskoteka Avarija
- Epidemia
- Kasta
- t.A.T.u.

### Miglior artista rumeno
- Animal X
- BUG Mafia
- Class
- Partizan
- Zdob și Zdub

### Miglior artista portoghese
- Blasted Mechanism
- Blind Zero
- David Fonseca
- Fonzie
- Primitive Reason

### Miglior artista italiano
- Articolo 31
- Tiziano Ferro
- Planet Funk
- Francesco Renga
- Subsonica

## Altri Award

### Free Your Mind Award
- FARE

## Esibizioni

### Pre show
- t.A.T.u. — All the Things She Said

### Main show
- Röyksopp — Remind Me / Poor Leno
- Pink — Get the Party Started / Don't Let Me Get Me / Just like a Pill
- Eminem — Cleanin' Out My Closet / Lose Yourself
- Foo Fighters — All My Life
- Christina Aguilera (feat. Redman) — Dirrty
- Whitney Houston — Whatchulookinat
- Bon Jovi — Everyday
- Enrique Iglesias — Maybe / Love to See You Cry
- Coldplay — In My Place
- Robbie Williams — Feel
- Wyclef Jean (feat. City High e Loon) — Pussycat
- Moby — In My Heart / Bodyrock

## Apparizioni
- Pamela Anderson e Wyclef Jean hanno presentato il miglior gruppo
- Jade Jagger e Pharrell Williams hanno presentato il miglior artista R&B
- Sophie Ellis-Bextor e Holly Valance hanno presentato il miglior artista pop
- Pierce Brosnan ha presentato il miglior artista maschile
- Ronan Keating e Esther Cañadas hanno presentato il miglior artista dal vivo
- Nick Carter e Rachel Roberts hanno presentato il miglior artista interattivo
- Dolce & Gabbana e Sara Montiel hanno presentato la miglior artista femminile
- Moby and Ms. Dynamite hanno presentato il miglior artista rivelazione
- Anastacia e Melanie C hanno presentato la miglior canzone
- Kylie Minogue ha presentato il miglior artista rock
- Le t.A.T.u. e i The Calling hanno presentato il miglior artista dance
- Marilyn Manson e Kelis hanno presentato il miglior artista hip-hop
- Patrick Kluivert ha presentato Free Your Mind
- Le Las Ketchup e Tiziano Ferro hanno presentato il miglior artista rock
- Le Sugababes e Patrick Kluivert hanno presentato il miglior album
- Jean Paul Gaultier e Rupert Everett hanno presentato il miglior video